# Lochern National Park
Lochern National Park är en park i Australien. Den ligger i delstaten Queensland, omkring 1 000 kilometer väster om delstatshuvudstaden Brisbane. Lochern National Park ligger 162 meter över havet.
Trakten runt Lochern National Park är nära nog obefolkad, med mindre än två invånare per kvadratkilometer.. Det finns inga samhällen i närheten.
Omgivningarna runt Lochern National Park är i huvudsak ett öppet busklandskap. Genomsnittlig årsnederbörd är 352 millimeter. Den regnigaste månaden är februari, med i genomsnitt 81 mm nederbörd, och den torraste är september, med 5 mm nederbörd.